# Manuel Amorim de Sousa Meneses
Manuel Amorim de Sousa Meneses (Angra do Heroísmo, 7 de Julho de 1921 — Lisboa, 23 de Julho de 2012) foi um oficial general do Exército Português, professor do Instituto de Altos Estudos Militares, que, entre outras funções de relevo, foi deputado à Assembleia Nacional (VIII e IX legislaturas), Comandante Militar dos Açores e chefe do Estado-Maior do Comando Territorial Independente de Moçambique.

## Biografia
Foi sub-chefe do Estado-Maior da Região Militar de Moçambique. Foi chefe do estado-maior do Comando Chefe de Moçambique em 1974 e, depois da assinatura do Acordo de Lusaca com a Frelimo, chefe do estado-maior do Alto Comissário. Foi comandante geral da Guarda Fiscal (1978-1979). Em 1979 participou nas missões a Moçambique para resolução do contencioso económico-financeiro com esse país. A documentação produzida e reunida pelo general Sousa Meneses no âmbito das suas actividades em Moçambique foi entregue ao Arquivo Histórico Militar. Aquele acervo contém documentos militares sobre a situação em Moçambique no período de 1969-1972 e 1974-1975 e sobre o contencioso económico-financeiro entre Portugal e Moçambique (1978-1979).